# Búng Lao
Búng Lao là một xã thuộc huyện Mường Ảng, tỉnh Điện Biên, Việt Nam.

## Địa lý
Xã Búng Lao nằm ở phía đông của huyện Mường Ảng, có vị trí địa lý:
- Phía đông giáp huyện Tuần Giáo
- Phía tây giáp xã Ẳng Cang và xã Ẳng Tở
- Phía nam giáp xã Xuân Lao và xã Nặm Lịch
- Phía bắc giáp xã Ẳng Tở và huyện Tuần Giáo.

Xã Búng Lao có diện tích 47,81 km², dân số năm 2022 là 6.407 người,  mật độ dân số đạt 134 người/km².

## Hành chính
Xã Búng Lao được chia thành 15 bản.

## Lịch sử
Ngày 14 tháng 11 năm 2006, Chính phủ ban hành Nghị định số 135/2006/NĐ-CP về việc:
- Thành lập xã Xuân Lao trên cơ sở 5.478,05 ha diện tích tự nhiên và 4.079 nhân khẩu của xã Búng Lao.
- Chuyển xã Búng Lao thuộc huyện Tuần Giáo về huyện Mường Ảng mới thành lập quản lý.

Sau khi điều chỉnh địa giới hành chính, xã Búng Lao còn lại 5.263,23 ha diện tích tự nhiên và 4.512 nhân khẩu.
Ngày 26 tháng 8 năm 2019, HĐND tỉnh Điện Biên ban hành Nghị quyết số 124/NQ-HĐND về việc:
- Thành lập bản Quyết Tiến trên cơ sở bản Quyết Tiến 1 và bản Quyết Tiến 2.
- Thành lập Bản Búng trên cơ sở bản Búng 1 và bản Búng 2.
- Sáp nhập bản Lấu Cang vào bản Nà Lấu.